# Portet-de-Luchon
Portet-de-Luchon là một xã thuộc tỉnh Haute-Garonne trong vùng Occitanie tây nam nước Pháp. Xã này nằm ở khu vực có độ cao trung bình 1250 mét trên mực nước biển.